# 리페이얼
리페이얼(중국어 간체자: 李菲儿, 정체자: 李菲兒, 병음: Lǐ Fēi'ér, 한자음: 이비아, 본명: 리페이(중국어: 李菲, 병음: Lǐ Fēi), 1987년 10월 3일 ~ )은 중국의 배우이다.

## 출연작

### 드라마
- 2010년 ATV Home 홍콩드라마 《환영애광림》 - 예쯔 역
- 2013년 저장 위성 텔레비전 중국람극장 《해피누들》 - 주링 역
- 2014년 장쑤 위성 텔레비전 행복극장 《기파일가친》 - 옌샤오위안 역
- 2016년 유쿠 웹드라마 《환희밀탐》 - 홍행 역
- 2017년 후난위성텔레비전 금응독파극장 《아문적소년시대》 - 샤뤼 역
- 2017년 아이치이 웹드라마 《용봉점전기》 - 임봉아 역
- 2022년 CCTV-1 제일특약극장 《파효동방》 - 맹소동 역